# Fábio Trad
Fábio Ricardo Trad (n. 18 august 1969, Campo Grande, Mato Grosso do Sul, Brazilia) este un avocat și politician brazilian.
Este al patrulea copil al deputatului federal Nelson Trad. Este avocat, care a ocupat funcția de președinte al Secției Mato Grosso do Sul a Baroului Brazilian în trieniul 2007-2009.
Ca profesor de drept, a predat la mai multe instituții de învățământ precum ESMAGIS, UNIDERP, UFMS și UCDB.
În 2018 a fost ales deputat federal pentru Mato Grosso do Sul.